# Gösta Sandahl
Gösta Sandahl foi um patinador artístico sueco. Sandahl conquistou uma medalha de ouro e uma de bronze em campeonatos mundiais, e uma medalha de ouro em campeonatos europeus.

## Principais resultados
| Resultados                                            | Resultados       | Resultados      | Resultados      | Resultados      | Resultados      | Resultados    | Resultados        | Resultados    | Resultados      | Resultados    | Resultados    | Resultados    |
| Internacional                                         | Internacional    | Internacional   | Internacional   | Internacional   | Internacional   | Internacional | Internacional     | Internacional | Internacional   | Internacional | Internacional | Internacional |
| Evento/Temporada                                      | 1909– 1910       | 1910– 1911      | 1911– 1912      | 1912– 1913      | 1913– 1914      |               | 1915– 1916        |               | 1922– 1923      |               |               |               |
| ----------------------------------------------------- | ---------------- | --------------- | --------------- | --------------- | --------------- | ------------- | ----------------- | ------------- | --------------- | ------------- | ------------- | ------------- |
| Campeonato Mundial                                    |                  |                 |                 |                 | Medalha de ouro |               | Medalha de bronze |               |                 |               |               |               |
| Campeonato Europeu                                    |                  |                 | Medalha de ouro |                 |                 |               |                   |               |                 |               |               |               |
| Nacional                                              |                  |                 |                 |                 |                 |               |                   |               |                 |               |               |               |
| Campeonato Sueco                                      | Medalha de prata | Medalha de ouro | Medalha de ouro | Medalha de ouro |                 |               | Medalha de ouro   |               | Medalha de ouro |               |               |               |
|                                                       |                  |                 |                 |                 |                 |               |                   |               |                 |               |               |               |
| Legenda: Competição não foi disputada nesta temporada |                  |                 |                 |                 |                 |               |                   |               |                 |               |               |               |